# Амемія Кейдзіро
Аме́мія Кейдзіро́ (яп. 雨宮敬次郎, あめみやけいじろう; 24 жовтня 1846 — 20 січня 1911) — японський підприємець, фінансист, інвестор. Один із лідерів регіонального дзайбацу Косю. Прізвисько — «цар спекулянтів».

## Короткі відомості
Народився 24 жовтня 1846 в селі Усіоку провінції Кай, в родині сільського голови.
Розпочав свій бізнес з вуличної торгівлі, яка виявилася прибутковою. Згодом займався з перемінним успіхом фінансовими операціями, зокрема обміном валют, срібла і золота.
1888 року став директором державного підприємства «Залізниця Кай — Мусасі», що зв'язувала Токіо з префектурою Яманасі. Після цього долучився до створення і керування залізницею Каваґое та Хоккайдоської вугільно-залізничної компанії. 1892 року заснував підприємство «Японське ливарництво», а 1903 року відкрив акціонерне товариство «Токійський трамвай».
Після відставки з поста директора акціонерного товариства, займався розвитком японського залізничного бізнесу, очолював підприємства «Залізниця Токіо-Йокогама» і «залізниця Еносіма». Належав до прихильників націоналізації японських залізниць.
Окрім залізниць, займався морськими перевезеннями, нафтопереробкою, торгівлею.
Помер 20 січня 1911 року.